# Martin Buber
(M. Buber, Il cammino dell'uomo)
Martin Mordechai Buber (Vienna, 8 febbraio 1878 – Gerusalemme, 13 giugno 1965) è stato un filosofo, teologo e pedagogista austriaco naturalizzato israeliano.
Si deve a lui l'emersione alla cultura europea del movimento hassidim, ma soprattutto a lui si deve l'idea che la vita è fondamentalmente non-soggettività, bensì intersoggettività, anzi per Buber soggetto e intersoggettività sono sincronicamente complementari e ne era talmente convinto che non esitò ad affermare: «In principio è la relazione».

## Biografia

### La giovinezza
Buber nacque in una famiglia viennese di ebrei assimilati. Trascorse l'infanzia, dopo il divorzio dei genitori, a Leopoli (allora Lemberg, nella Galizia asburgica, oggi L'viv, in Ucraina), presso suo nonno Salomon, uomo d'affari ma soprattutto famoso erudito nella tradizione e nella letteratura ebraiche.
Nella sua prima educazione ebbero grande parte le lingue: in casa si parlava yiddish e tedesco, imparò l'ebraico (lingua della religione) e il francese (lingua della borghesia colta europea dell'epoca), e anche l'inglese e l'italiano, già nell'infanzia, e il polacco durante gli studi.
Nel 1892, anche a seguito di una crisi religiosa adolescenziale, fece ritorno all'ambiente laico della casa paterna. Durante questo periodo scoprì Kant, Kierkegaard e Nietzsche.
Nel 1896 intraprese a Vienna studi di filosofia, filologia e storia dell'arte, continuando poi a studiare a Lipsia, Berlino e Zurigo.

### La maturità
Nel 1898 aderì al neonato movimento sionista e ne divenne un membro attivo e impegnato, pur discostandosi rapidamente dalle posizioni del suo fondatore Theodor Herzl, dal quale lo divideva la convinzione che le ragioni del sionismo fossero piuttosto culturali e religiose, che nazionalistiche e politiche.
Nel 1899 incontrò Paula Winkler, giovane intellettuale cattolica che si sarebbe successivamente convertita all'ebraismo, che divenne sua moglie collaborando anche al suo lavoro; ebbero due figli, nati nel 1900 e nel 1901. Nel 1902 partecipò alla pubblicazione del giornale sionista Die Welt, che divenne il principale mezzo di comunicazione del movimento.
Nel 1904 discusse a Vienna la sua tesi di laurea, Zur Geschichte des Individuationsproblems. Nicolaus von Cues und Jakob Böhme («Per la storia del problema dell'individuazione. Niccolò Cusano e Jakob Böhme»). Successivamente si trasferì in Italia; soggiornò a Firenze per due anni.
In quegli anni si era interessato alle filosofie mistiche rinascimentali (Böhme, Cusano e Paracelso), ritrovando in questo percorso il chassidismo della sua infanzia e dedicandosi attivamente alla raccolta e alla traduzione dei suoi documenti.
Da tali studi nacque la pubblicazione delle Storie di Rabbi Nahman, raccolta di racconti sul Rabbi Nahman di Breslavia, grande figura del chassidismo di cui Buber cerca di rinnovare il messaggio e l'importanza (1906) e delle Storie del Baalshem (La leggenda del Baal Shem Tov), fondatore del Chassidismo (1908).
Tra il 1910 e il 1914 si dedicò in particolare a studi mitologici e all'edizione di testi mistici. Nel 1916 lasciò Berlino per Heppenheim.
Durante la prima guerra mondiale partecipò alla creazione della Commissione Nazionale Ebraica, finalizzata a migliorare le condizioni di vita degli ebrei dell'Europa orientale, e divenne redattore del mensile Der Jude, che cessò le pubblicazioni nel 1924.
Nel 1921 Buber incontra Franz Rosenzweig che diviene una delle sue grandi figure di riferimento, con il quale comincia a collaborare per il Freies Jüdisches Lehrhaus e inizia, nel 1925 l'opera che lo accompagnerà per il resto della vita, cioè la traduzione della Bibbia ebraica in tedesco. Si tratta, più che di una traduzione, di una trasposizione, secondo un procedimento che Rosenzweig e Buber chiamarono Verdeutschung (germanizzazione), non esitando a reinventare le regole linguistiche e grammaticali tedesche, per aderire allo spirito del testo originale.
Nel 1923 egli scrisse il suo capolavoro, “Io-tu”.
Nel 1927 si recò a Pavia, presso l'Almo Collegio Borromeo, per incontrare il poeta russo e amico Venceslao Ivanov.
Durante il periodo che va dal 1924 al 1933 insegnò filosofia della religione ebraica alla Johann Wolfgang Goethe-Universität di Francoforte sul Meno.

### L'avvento del nazismo e il "ritorno" in Israele
Egli dovrà lasciare questa cattedra con l'avvento al potere di Hitler. D'altronde il 4 ottobre 1933 le autorità naziste gli avevano proibito di tenere qualsivoglia conferenza pubblica. Martin Buber fondò allora l'organizzazione centrale dell'educazione ebraica per adulti. Come era prevedibile i nazisti non tardarono a impedire il funzionamento pure di questa nuova struttura. Soltanto nel 1938 Martin Buber lasciò la Germania e si trasferì a Gerusalemme, dove gli venne offerta una cattedra di antropologia e sociologia all'università ebraica.
In Israele Buber prese rapidamente parte al dibattito sui problemi del ritorno degli ebrei in Israele, in specie per la convivenza con la popolazione araba. Quale membro del partito Yi'houd, egli lavorò per un'intesa fra ebrei e arabi, facendosi sostenitore di uno Stato democratico binazionale. Egli non cessò tuttavia di lavorare sui propri scritti e sulla traduzione della Bibbia e sui racconti hassidim. Nel 1946 pubblicò “Vie dell'Utopia”.

### Gli ultimi anni
Al termine della seconda guerra mondiale Martin Buber intraprende un giro di conferenze in Europa e negli Stati Uniti d'America. Significativo al riguardo il ravvicinamento con gli intellettuali tedeschi. Nel 1951 riceve il premio Goethe dall'Università di Amburgo, nel 1958 (anno in cui muore la moglie Paula) il Premio Israele e, infine nel 1963, il premio Erasmus ad Amsterdam.
Martin Buber muore il 13 giugno 1965 nella propria abitazione di Talbiyeh, a Gerusalemme.

## La sua filosofia

### "Ogni vita vera è incontro"
L'essere umano, secondo Buber, è per essenza dialogo, e non si realizza senza comunicare con l'umanità, la creazione e il Creatore. L'uomo è anche, necessariamente, homo religiosus, perché l'amore dell'umanità conduce all'amore di Dio e viceversa. È quindi impensabile parlare agli uomini senza parlare a Dio, e questo avviene secondo un rapporto di reciprocità. La Presenza divina partecipa dunque a ogni incontro autentico tra gli esseri umani e abita in quelli che realizzano il vero dialogo.
Il dialogo riposa sulla reciprocità e sulla responsabilità, che esiste unicamente là dove vi è una vera risposta alla voce umana. Dialogare con l'altro significa affrontare la sua realtà e farsene carico nella vita vissuta. Il dialogo con Dio non avviene differentemente: la Sua "parola" è una presenza reale, alla quale occorre rispondere. Per Buber, la Bibbia testimonia questo dialogo tra il Creatore e le sue creature, e Dio ascolta l'uomo che addita coloro sui quali la collera divina deve abbattersi o supplica il suo Creatore di manifestare la Sua provvidenza.

### Io e Tu (Ich und Du)
Nella sua opera più celebre, Martin Buber sottolinea la propensione duplice verso il mondo: la relazione Io-Tu e la relazione Io-esso.
Né l'Io, né il Tu vivono separatamente, ma essi esistono nel contesto Io-Tu, antecedente la sfera dell'Io e la sfera del Tu.
Così, né l'Io né l'esso esistono separatamente, ma esistono unicamente nel contesto Io-esso.
La relazione Io-Tu è assoluta solo rispetto a Dio - il Tu eterno - e non può essere pienamente realizzata negli altri domini dell'esistenza, comprese le relazioni umane, dove sovente Io-Tu fa posto all'Io-esso (Io-Tu o Io-esso non dipendono dalla natura dell'oggetto, ma dal rapporto che il soggetto istituisce con l'oggetto). L'essere umano non può trasfigurarsi e accedere a una dimensione di vita autentica senza entrare nella relazione Io-Tu, confermando così l'alterità dell'altro, che comporta un impegno totale: “La prima parola Io-Tu non può essere detta se non dall'essere tutto intero, invece la parola Io-esso non può mai essere detta con tutto l'essere”. Io e Tu sono due esseri sovrani, l'uno non cerca di condizionare l'altro né di utilizzarlo.
Secondo Buber l'uomo può vivere senza dialogo, ma chi non ha mai incontrato un Tu non è pienamente un essere umano. Tuttavia, chi si addentra nell'universo del dialogo assume un rischio considerevole dal momento che la relazione Io-Tu esige un'apertura totale dell'Io, esponendosi quindi anche al rischio del rifiuto e al rigetto totale.
La realtà soggettiva dell'Io-Tu si radica nel dialogo, mentre il rapporto strumentale Io-esso si realizza nel monologo, che trasforma il mondo e l'essere umano stesso in oggetto. Nel piano del monologo l'altro è reificato - è percepito e utilizzato - diversamente dal piano del dialogo, dove è incontrato, riconosciuto e nominato come essere singolare. Per qualificare il monologo Buber parla di Erfahrung (una esperienza “superficiale” degli attributi esteriori dell'altro) o di Erlebnis (una esperienza interiore significativa) che si oppone a Beziehung - la relazione autentica che interviene tra due esseri umani.

### Lo "stretto spartiacque"
Queste convinzioni si oppongono tanto all'individualismo, dove l'altro non è percepito che in rapporto a se stessi, quanto alla prospettiva collettivista, dove l'individuo è occultato a vantaggio della società.

Vi è chi ha utilizzato questa idea per spiegare il passo biblico della “dispersione delle lingue”: nessun individuo è nominato, perché la lingua unica conosce una voce unica. Babele vive intera sotto lo stivale di un dirigente che ha una sola idea: uguagliare Dio. Ma è Questi dunque a intervenire facendo nascere il sentimento dell'essere intero, non reificato.
Per Buber una persona non può vivere nel senso pieno della parola se non si trova nella sfera interumana: “Sullo stretto spartiacque dove l'Io e il Tu si incontrano, nella zona intermediaria”, che è una realtà esistenziale - un evento ontico che avviene realmente tra due esseri umani.

### Il volto dell'Altro e il volto di Dio
Il pensiero di Buber, con la sua concezione che afferma l'essenza della vita come relazione per cui non si dà una soggettività che non sia simultaneamente intersoggettività, sembra muoversi verso una concezione unitaria dell'essere. Tuttavia questa direzione del suo pensiero si ferma proprio là quando si tratta di affrontare le due realtà, quella umana e quella divina trattate sino a oggi come appartenenti a due ordini differenti.
Nel ribadire come nell'unità dialogica (la "coppia Io-Tu") il volto dell'Altro rimanda sì al volto di Dio ma non è comunque il volto di Dio, Buber mantiene l'insanabile frattura tra la realtà mondana e la realtà divina come separazione insuperabile. Ancora una volta, quindi, proprio nel ribadire l'ormai conquistata consustanzialità dell'umano con il divino, ci si ferma di fronte alla prospettiva futura della totale identità tra uomo e Dio che dissolverebbe ogni schizofrenia tra mondo trascendente e mondo immanente. Questo ovviamente non si può imputare all'uomo Buber che in quanto filosofo si limita a registrare le conquiste della specie sul piano del pensiero ma va imputato all'evoluzione stessa della relazione, vale a dire che i tempi dell'evoluzione della relazione non erano ancora maturi per un simile passo. Le conseguenze di questa sua visione sul piano pratico sono state il suo impegno nella nuova entità statale di Israele verso un modello di socialismo altro da quello realizzato dal marxismo-leninismo nella Russia sovietica.

### Nella Chiesa cattolica
Papa Giovanni Paolo II lo ricordò davanti alla comunità ebraica di Magonza, con queste parole:
In questo spirito anche dei cristiani si sono impegnati, spesso con pericolo di vita, durante la persecuzione, per impedire oppure mitigare i dolori dei loro fratelli ebrei. Ad essi desidero esprimere in quest’ora riconoscimento e gratitudine. Così pure a quelli che da cristiani, affermando la loro appartenenza al popolo ebraico, hanno percorso la “via crucis” dei loro fratelli e sorelle fino in fondo – come la grande Edith Stein, chiamata nel suo istituto religioso Teresa Benedetta della Croce, il cui ricordo giustamente è tenuto in grande onore.

Desidero inoltre ricordare anche Franz Rosenzweig e Martino Buber, i quali, con la loro familiarità creativa con le lingue ebraica e tedesca, hanno creato un ammirevole ponte per un incontro approfondito di ambedue gli ambiti culturali.»
(Giovanni Paolo II, Magonza, 17 novembre 1980)

## Opere in italiano
- Sette discorsi sull'ebraismo, Prefazione di Alessandro Bonucci, trad. Dante Lattes e Mosè Beilinson, Firenze: Israel, 1923; Prefazione di Clara Levi Cohen, Assisi-Roma: B. Carucci, 1976[2]; nuova ed. come Discorsi sull'ebraismo, Presentazione di Andrea Poma, Milano: Gribaudi, 1996.
- La leggenda del Baal-Shem, trad. Dante Lattes e Mosè Beilinson, Firenze: Israel, 1925; Assisi-Roma: Carucci, 1978; Presentazione di Enzo Bianchi, Milano: Gribaudi, 1995.
- Il principio dialogico, trad. Paolo Facchi e Ursula Schnabel, Milano: Comunità, 1959; n. ed. Il principio dialogico e altri saggi, a cura di Andrea Poma, trad. Anna Maria Pastore, Cinisello Balsamo: San Paolo, 1993.
- L'eclissi di Dio. Considerazioni sul rapporto tra religione e filosofia, tr. Ursula Schnabel, Milano: Comunità, 1961; Milano: Mondadori, 1990 (ed. con introduzione di Sergio Quinzio); Bagno a Ripoli: Passigli, 2001.
- I racconti dei Ḥassidim, trad. Gabriella Bemporad, con 12 disegni di Ben Shahn, Collezione I Cento Libri n.13, Milano: Longanesi 1962; Introduzione di Furio Jesi, Collana I grandi libri n.233, Milano: Garzanti,[3] 1979; Biblioteca della Fenice, Parma: Guanda, 1992, ISBN 978-88-774-6493-4; Postfazione di Giorgio Montefoschi, Milano, Guanda, 2021, ISBN 978-88-235-2808-6.
- Israele: un popolo e un paese, trad. Paolo Gonnelli, Milano: Garzanti, 1964; nuova ed. come Sion. La storia di un'idea, con una nota introduttiva di Andrea Poma, Genova: Marietti 1987.
- Gog e Magog, trad. Silvia Heimpel-Colorni, Milano: Bompiani, 1964; Vicenza: Neri Pozza, 1999.
- Immagini del bene e del male, trad. Amerigo Guadagnin, Milano: Comunità 1965; nuova ed. come L'uomo tra il bene e il male, tr. Roberto Tonetti, a cura di Cornelia Muth, Milano: Gribaudi, 2003.
- Sentieri in utopia, trad. Amerigo Guadagnin, Milano: Comunità, 1967.
- Il problema dell'uomo, trad. Fabio Sante Pignagnoli, Bologna: Pàtron 1972; Leumann: Ldc, 1983 (ed. con introduzione di Armido Rizzi)
- Mosè, trad. Piera Di Segni, introduzione di Pier Cesare Bori, Casale Monferrato: Marietti 1983.
- Confessioni estatiche, trad. e con un saggio di Cinzia Romani, Milano: Adelphi, 1987.
- La fede dei profeti, trad. Andrea Poma, Casale Monferrato: Marietti 1987; Genova: Marietti, 2000.
- La regalità di Dio, trad. Michele Fiorillo, Prefazione di Jan Alberto Soggin, Genova: Marietti, 1989.
- Il cammino dell'uomo secondo l'insegnamento chassidico, trad. Gianfranco Bonola, prefazione di Enzo Bianchi, Magnano: Qiqajon, 1990
- La saggezza dell'uomo, a cura di Armido Rizzi, Leumann: Ldc, 1990.
- L'io e il tu, tr. Anna Maria Pastore, Pavia: Irsef, 1991 (estratto da Il principio dialogico e altri saggi cit.)
- Incontro. Frammenti autobiografici, trad. Agnese Franceschini, introduzione di David Bidussa, Roma: Città nuova 1991
- Due tipi di fede: fede ebraica e fede cristiana, tr. Sergio Sorrentino, postfazione di David Flusser, Cinisello Balsamo: Paoline, 1995
- Le storie di Rabbi Nachman, trad. Maria Luisa Milazzo, Milano: Guanda, 1995; Milano: TEA, 1999
- Profezia e politica. Sette saggi, trad. Lucia Velardi, a cura di Francesco Morra, Roma: Città nuova, 1996
- Racconti chassidici. I dieci gradini della saggezza, Como: Red 1997
- Elia (con Elie Wiesel), trad. Teresa Franzosi e Daniel Vogelmann, presentazione di Paolo De Benedetti, Milano: Gribaudi, 1998
- Il cammino del giusto. Riflessioni s alcuni Salmi, trad. Teresa Franzosi, presentazione di Gianfranco Ravasi, Milano: Gribaudi, 1999
- Racconti di angeli e demoni, trad. Vincenzo Noja, presentazione di Paolo De Benedetti, Milano: Gribaudi, 2000
- La modernità della Parola: lettere scelte 1918-38, trad. (e introduzione di) Francesca Albertini, Firenze: Giuntina, 2000
- Le parole di un incontro, a cura di Stefan Liesenfeld, trad. Lucia Velardi, Roma: Città nuova, 2000
- Beato l'uomo che ha trovato la saggezza. Meditazioni per ogni giorno, a cura di Dietrich Steinwede, tr. Roberto Tonetti, Milano: Gribaudi, 2001.
- Daniel. Cinque dialoghi estatici, trad. Francesca Albertini, Firenze: Giuntina, 2003.
- Logos. Due discorsi sul linguaggio, trad. Donatella Di Cesare, Roma: Città nuova, 2003.
- Parola e scrittura. Per una nuova versione tedesca, a cura di Nunzio Bombaci, Roma: Aracne, 2007.
- Una terra e due popoli: sulla questione ebraico-araba, a cura di Paul Mendes-Flohr, trad. Irene Kajon e Paolo Piccolella, Firenze: Giuntina, 2007.
- La passione credente dell'ebreo, a cura di Nunzio Bombaci, Brescia: Morcelliana, 2007.
- Colpa e sensi di colpa, a cura di Luca Bertolino, Nota introduttiva di Buber Agassi: Apogeo, 2008.
- Storie e leggende chassidiche, a cura di Andreina Lavagetto, cronologia e glossario di Massimiliano De Villa, Collana I Meridiani, Milano: Mondadori, 2009, ISBN 978-88-045-3812-7[4] Contiene:
  - Le storie di Rabbi Nachman, trad. di Maria Luisa Milazzo rivista da Andreina Lavagetto
  - La leggenda del Baalschem, trad. Andreina Lavagetto
  - La mia via al chassidismo. Ricordi, trad. A. Lavagetto
  - I racconti dei chassidim, trad. Gabriella Bemporad riveduta da A. Lavagetto con Massimiliano Villa
  - Esposizione del chassidismo, trad. Elena Broseghini
- Discorsi sull'educazione, a cura di Anna Aluffi Pentini, Roma: Armando, 2009.
- Il messaggio del chassidismo, a cura di Francesco Ferrari, Firenze: Giuntina, 2012.
- Il chassidismo e l'uomo occidentale, a cura di Francesco Ferrari, Genova: Il Melangolo, 2012.
- Religione come presenza, a cura di Francesco Ferrari, Brescia: Morcelliana, 2012.
- Niccolò Cusano e Jakob Böhme. Per la storia del problema dell'individuazione, a cura di Francesco Ferrari, Genova: Il Melangolo, 2013.
- Rinascimento ebraico. Scritti sull'ebraismo e sul sionismo (1899-1923), a cura di Andreina Lavagetto, Milano: Mondadori, 2013.
- L'insegnamento del Tao. Scritti tra Oriente e Occidente, a cura di Francesco Ferrari, Genova: Il Melangolo, 2013.
- In relazione con Dio. L'insegnamento del Baal Shem Tov, a cura di Francesco Ferrari, Firenze: Giuntina, 2013.
- La questione ebraica. I testi integrali di una polemica pubblica con Gerhard Kittel, a cura di Gianfranco Bonola, Bologna: EDB, 2014.
- La parola che viene detta, a cura di Daniele Vinci e Nunzio Bombaci, Cagliari: PFTS, 2015.
- Israele e i popoli, a cura di Stefano Franchini, Brescia: Morcelliana, 2015.
- Sapienza e opera delle donne, a cura di Martino Doni, Treviso: Antilla, 2015.
- Umanesimo ebraico, a cura di Francesco Ferrari, Genova: Il Melangolo, 2015.